# Kota Yoshihara
Kota Yoshihara (Fujiidera, Prefectura d'Osaka, 2 de febrer de 1978) és un futbolista japonès que disputà un partit amb la selecció japonesa.